# لفافة أخمصية
اللفافة الأخمصية (بالإنجليزية: Plantar fascia)‏ هي نسيجٌ ضامٌ سميك (سفاق) يدعمُ القوس في أسفل القدم (الجانب الأخمصي). تسيرُ اللفافة الأخمصية من حديبة العقبي (عظم العَقِب) إلى الأمام باتجاه رؤوس العظام المشطية (العظم بين كل إصبع قدم وعظام القدم الوسطى).

## روابط خارجية
- Plantar_fascia على برنامج طب العظام التابع لنظام الصحة بجامعة ديوك [الإنجليزية]‏.
- درسٌ تشريحي حول soleoffoot مُعدٌ بواسطة ويسلي نورمان (جامعة جورجتاون). (soleoffoot1)